# Leuctra alabama
Leuctra alabama är en bäcksländeart som beskrevs av James 1974. Leuctra alabama ingår i släktet Leuctra och familjen smalbäcksländor. Inga underarter finns listade i Catalogue of Life.